# Noram Cup w biegach narciarskich 2013/2014
Noram Cup w biegach narciarskich 2013/2014 to kolejna edycja tego cyklu zawodów. Rywalizacja rozpoczęła się 7 grudnia 2013 w kanadyjskim Sovereign Lake, a zakończyła 16 lutego 2014 w kanadyjskim Prince George.
Obrończynią tytułu wśród kobiet była Kanadyjka Amanda Ammar, a wśród mężczyzn Kanadyjczyk Jesse Cockney.

## Kalendarz i wyniki

### Kobiety
| Lp  | Data             | Miejscowość         | Dystans                      | 1. miejsce          | 2. miejsce       | 3. miejsce              |
| --- | ---------------- | ------------------- | ---------------------------- | ------------------- | ---------------- | ----------------------- |
| 1.  | 7 grudnia 2013   | Sovereign Lake      | 10 km s. dowolnym            | Heidi Widmer        | Amanda Ammar     | Zoe Roy                 |
| 2.  | 8 grudnia 2013   | Sovereign Lake      | Sprint s. klasycznym         | Andrea Dupont       | Alysson Marshall | Emily Nishikawa         |
| 3.  | 14 grudnia 2013  | Black Jack Ski Club | 10 km s. klasycznym          | Kate Fitzgerald     | Emily Nishikawa  | Amanda Ammar            |
| 4.  | 15 grudnia 2013  | Black Jack Ski Club | Sprint s. dowolnym           | Emily Nishikawa     | Heidi Widmer     | Olivia Bouffard-Nesbitt |
| 5.  | 8 stycznia 2014  | Canmore             | Sprint s. dowolnym           | Chandra Crawford    | Heidi Widmer     | Zina Kocher             |
| 6.  | 9 stycznia 2014  | Canmore             | 10 km s. klasycznym          | Emily Nishikawa     | Brittany Webster | Zoe Roy                 |
| 7.  | 11 stycznia 2014 | Canmore             | Sprint s. dowolnym           | Heidi Widmer        | Zina Kocher      | Andrea Dupont           |
| 8.  | 12 stycznia 2014 | Canmore             | Bieg łączony 7,5 km + 7,5 km | Amanda Ammar        | Brittany Webster | Anne Marie Comeau       |
| 9.  | 31 stycznia 2014 | Nakkertok           | Sprint s. dowolnym           | Alysson Marshall    | Andrea Dupont    | Erin Tribe              |
| 10. | 1 lutego 2014    | Nakkertok           | 10 km s. dowolnym            | Andrea Dupont       | Zoe Roy          | Erin Tribe              |
| 11. | 2 lutego 2014    | Nakkertok           | 15 km s. klasycznym          | Alysson Marshall    | Andrea Dupont    | Zoe Roy                 |
| 12. | 13 lutego 2014   | Prince George       | 7,5 km s. klasycznym         | Maya MacIsaac-Jones | Large Ember      | Katherine Weaver        |
| 13. | 15 lutego 2014   | Prince George       | Sprint s. klasycznym         | Maya MacIsaac-Jones | Large Ember      | Emma Camicioli          |
| 14. | 16 lutego 2014   | Prince George       | 15 km s. dowolnym            | Maya MacIsaac-Jones | Jacqui Benson    | Large Ember             |

### Mężczyźni
| Lp  | Data             | Miejscowość         | Dystans                    | 1. miejsce            | 2. miejsce             | 3. miejsce            |
| --- | ---------------- | ------------------- | -------------------------- | --------------------- | ---------------------- | --------------------- |
| 1.  | 7 grudnia 2013   | Sovereign Lake      | 15 km s. dowolnym          | Brian Gregg           | Matthew Edward Liebsch | Graham Nishikawa      |
| 2.  | 8 grudnia 2013   | Sovereign Lake      | Sprint s. klasycznym       | Patrick Stewart-Jones | Philip Widmer          | Graeme Killick        |
| 3.  | 14 grudnia 2013  | Black Jack Ski Club | 15 km s. klasycznym        | Kevin Sandau          | Sylvan Ellefson        | Graham Nishikawa      |
| 4.  | 15 grudnia 2013  | Black Jack Ski Club | Sprint s. dowolnym         | Erik Bjornsen         | Miles Havlick          | Graham Nishikawa      |
| 5.  | 8 stycznia 2014  | Canmore             | Sprint s. dowolnym         | Bob Thompson          | Jesse Cockney          | Graham Nishikawa      |
| 6.  | 9 stycznia 2014  | Canmore             | 15 km s. klasycznym        | Brian McKeever        | Graeme Killick         | Kevin Sandau          |
| 7.  | 11 stycznia 2014 | Canmore             | Sprint s. dowolnym         | Jesse Cockney         | Philip Widmer          | Patrick Stewart-Jones |
| 8.  | 12 stycznia 2014 | Canmore             | Bieg łączony 15 km + 15 km | Graeme Killick        | Jesse Cockney          | Michael Somppi        |
| 9.  | 31 stycznia 2014 | Nakkertok           | Sprint s. dowolnym         | Raphaël Couturier     | Graham Nishikawa       | Michael Somppi        |
| 10. | 1 lutego 2014    | Nakkertok           | 15 km s. dowolnym          | Graham Nishikawa      | Raphaël Couturier      | Michael Somppi        |
| 11. | 2 lutego 2014    | Nakkertok           | 20 km s. klasycznym        | Graham Nishikawa      | Michael Somppi         | Christopher Hamilton  |
| 12. | 13 lutego 2014   | Prince George       | 10 km s. klasycznym        | Geoff Richards        | Martin Schrama         | Colin Ferrie          |
| 13. | 15 lutego 2014   | Prince George       | Sprint s. klasycznym       | Philip Widmer         | Sebastien Townsend     | Julien Locke          |
| 14. | 16 lutego 2014   | Prince George       | 30 km s. dowolnym          | Russell Kennedy       | Ezekiel Williams       | David Palmer          |

## Klasyfikacje
| Lp. | Zawodnik         | Punkty |
| --- | ---------------- | ------ |
| 1.  | Emily Nishikawa  | 686    |
| 2.  | Heidi Widmer     | 659    |
| 3.  | Alysson Marshall | 620    |
| 4.  | Amanda Ammar     | 612    |
| 5.  | Andrea Dupont    | 499    |
| 6.  | Zoe Roy          | 442    |
| 7.  | Erin Tribe       | 391    |
| 8.  | Brittany Webster | 324    |
| 9.  | Alannah Maclean  | 318    |
| 10. | Marlis Kromm     | 308    |

| Lp. | Zawodnik              | Punkty |
| --- | --------------------- | ------ |
| 1.  | Graham Nishikawa      | 760    |
| 2.  | Kevin Sandau          | 596    |
| 3.  | Michael Somppi        | 505    |
| 4.  | Jesse Cockney         | 485    |
| 5.  | Raphaël Couturier     | 467    |
| 6.  | Patrick Stewart-Jones | 412    |
| 7.  | Graeme Killick        | 406    |
| 8.  | Knute Johnsgaard      | 395    |
| 8.  | Andy Shields          | 349    |
| 10. | Bob Thompson          | 330    |